# Le Vieux Ferrand
Le Vieux Ferrand est une série de bande dessinée publiée chez Delcourt à partir de 2000.
- Scénario et couleurs : Christophe Gibelin
- Dessins : Gilles Aris

## Albums
- Tome 1 : Le Dernier des fils (2000)
- Tome 2 : La Tournée du facteur (2002)
- Tome 3 : Des feux croisés (2004)[1]

## Publication

### Éditeurs
- Delcourt (Collection Sang Froid) : Tomes 1 à 3 (première édition des tomes 1 à 3).